# NGC 4836
NGC 4836 في الفهرس العام الجديد، هي مجرة، تقع في كوكبة العذراء. اكتشفت في 19 أبريل 1882 بواسطة فيلهلم تمبل.

## روابط خارجية
- NGC 4836 على موقع ويكي سكاي: DSS2, SDSS, GALEX, IRAS, Hydrogen α, X-Ray, Astrophoto, Sky Map, Articles and images